# Do You Remember? (Canção de Phil Collins)
 Do You Remember é uma canção do cantor britânico Phil Collins,o single foi lançado em setembro de 1990,do álbum...But Seriously,foi um hit significativo nas paradas de sucesso

### charts
| Chart (1990)             | Position |
| ------------------------ | -------- |
| Canada Top Singles (RPM) | 9        |
| U.S. Billboard Hot 100   | 53       |

 
|}